# Zaprora
Zaprora is een geslacht van straalvinnige vissen uit de familie van prowvissen (Zaproridae). Het geslacht is voor het eerst wetenschappelijk beschreven in 1896 door Jordan.

## Soort
- Zaprora silenus Jordan, 1896